# Chọn lọc phân hóa

Hình 1: Sơ đồ mô tả chọn lọc phân hoá ở quần thể linh miêu giả định.

Trong sinh học, chọn lọc phân hoá là hình thức chọn lọc làm  các cá thể vốn có kiểu hình thích nghi nhất ở quần thể lại bị đào thải, bị thay thế bởi các kiểu hình cực đoan vốn trước đây là không thích nghi., ,  Kết quả là giá trị cực đại trước kia lại giảm và có thể mất hẳn, còn giá trị cực tiểu thì lại được củng cố và tăng cường, chiếm ưu thế trong quần thể.
Trong hình thức chọn lọc này có sự kiện "đột phá" (disruptive) là chống lại kiểu hình đang ưu thế, đồng thời các yếu tố tiến hóa tách quần thể thành nhiều nhóm kiểu hình khác nhau, từ đó làm cho các alen quy định các kiểu hình cực đoan tăng tần số. Nếu thời gian đủ dài, thì quần thể ban đầu bị chia tách (phân hoá) thành nhiều quần thể có vốn gen khác nhau, có thể tạo thành các loài riêng biệt từ quần thể gốc ban đầu, nghĩa là đa dạng hoá quần thể ban đầu, nên hình thức này cũng còn gọi là chọn lọc đa dạng hoá hay chọn lọc phân hóa (diversifying selection)., 
- Hình 1 mô tả quá trình này ở một quần thể linh miêu giả định. Ban đầu (sơ đồ bên trái), trong quần thể có các cá thể mang bộ lông theo phổ màu từ nhạt đến xẫm là: lông trắng (rất ít), vàng nhạt (nhiều), vàng xẫm (ưu thế), nâu (nhiều) và đỏ (rất ít). Do áp lực của chọn lọc, các con có lông màu vàng xẫm (vốn chiếm ưu thế) lại bị đào thải mạnh mẽ (dấu X trong sơ đồ bên phải biểu hiện đã bị "xoá sổ"), còn những con lông trắng và đỏ (hai kiểu hình cực đoan) không chỉ tăng tỉ lệ, mà còn chiếm ưu thế. Nghĩa là: lông vàng "biến thành" lông trắng và lông đỏ.
- Khi biểu diễn số lượng cá thể cùng quần thể có các kiểu hình khác nhau như thế trên một đồ thị với trục tung (Y) biểu diễn số cá thể, còn trục hoành (X) biểu diễn "phổ" các kiểu hình, thì ta có đồ thị mà giá trị ưu thế ban đầu (đỉnh đường cong mờ) bị giảm, thậm chí mất hoàn toàn, còn các dạng cực đoan được tăng lên và chiếm ưu thế sau chọn lọc (hai đỉnh của đường cong đậm) như ở hình 2.

Hình 2: Thống kê số lượng cá thể trong quần thể trước (nét mờ) và sau (nét đậm) chon lọc ổn định. Mũi tên chỉ giá trị thích nghi cũ bị đào thải.

Thuật ngữ "chọn lọc phân hoá" dịch từ tiếng Anh disruptive selection (IPA: /dɪsˈrʌptɪv sɪˈlɛkʃən/) dùng để chỉ hình thức chọn lọc chống lại (đào thải/loại bỏ) kiểu hình thích nghi cũ, thay thế bằng nhiều kiểu hình tương phản vốn không thích nghi, nên cũng còn gọi là chọn lọc gián đoạn., , , , 
Nhà sinh học lý thuyết tiến hoá nổi tiếng John Maynard Smith FRS (1920 - 2004) đã đề xuất lý thuyết này vào những năm 1960 - 1962., , 

Trong hình thức chọn lọc này, các cá thể có giá trị nhỏ nhất và lớn nhất trong phổ kiểu hình được "ủng hộ", còn những cá thể có giá trị trung gian lại ở thế bất lợi về khả năng thích ứng. Một ví dụ về minh hoạ hình thức chọn lọc này liên quan đến màu bộ lông vũ của loài chim ở Bắc Mỹ là chim sẻ biết hót Passerina amoena (hình 3-5). Độ sáng của bộ lông con trống (đực) có nhiều dạng từ màu rất sáng đến màu tối. Trong môi trường sống có vị trí làm tổ hạn chế, nhiều kẻ thù, thì những cá thể màu sáng nhất và tối nhất đều thành công hơn trong việc chiếm được lãnh thổ và thu hút con mái (cái). Còn những con trống có bộ lông trung gian lại kém thế nên không có lãnh thổ và không có cơ hội giao phối, nên khó truyền được kiểu gen của chúng cho đời sau. Kết quả là hai giá trị cực đoan (hình 3 và hình 4) chiếm ưu thế, còn giá trị trung bình (hình 5) lại bị hạn chế và loại bỏ dần. Đây cũng là kết quả của chọn lọc giới tính.

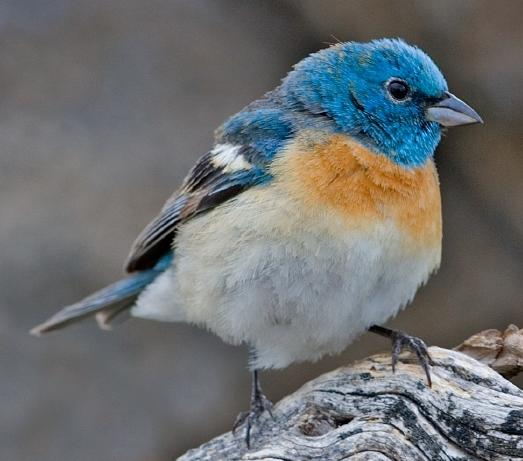
Hình 3: Cá thể màu sáng và sặc sỡ.
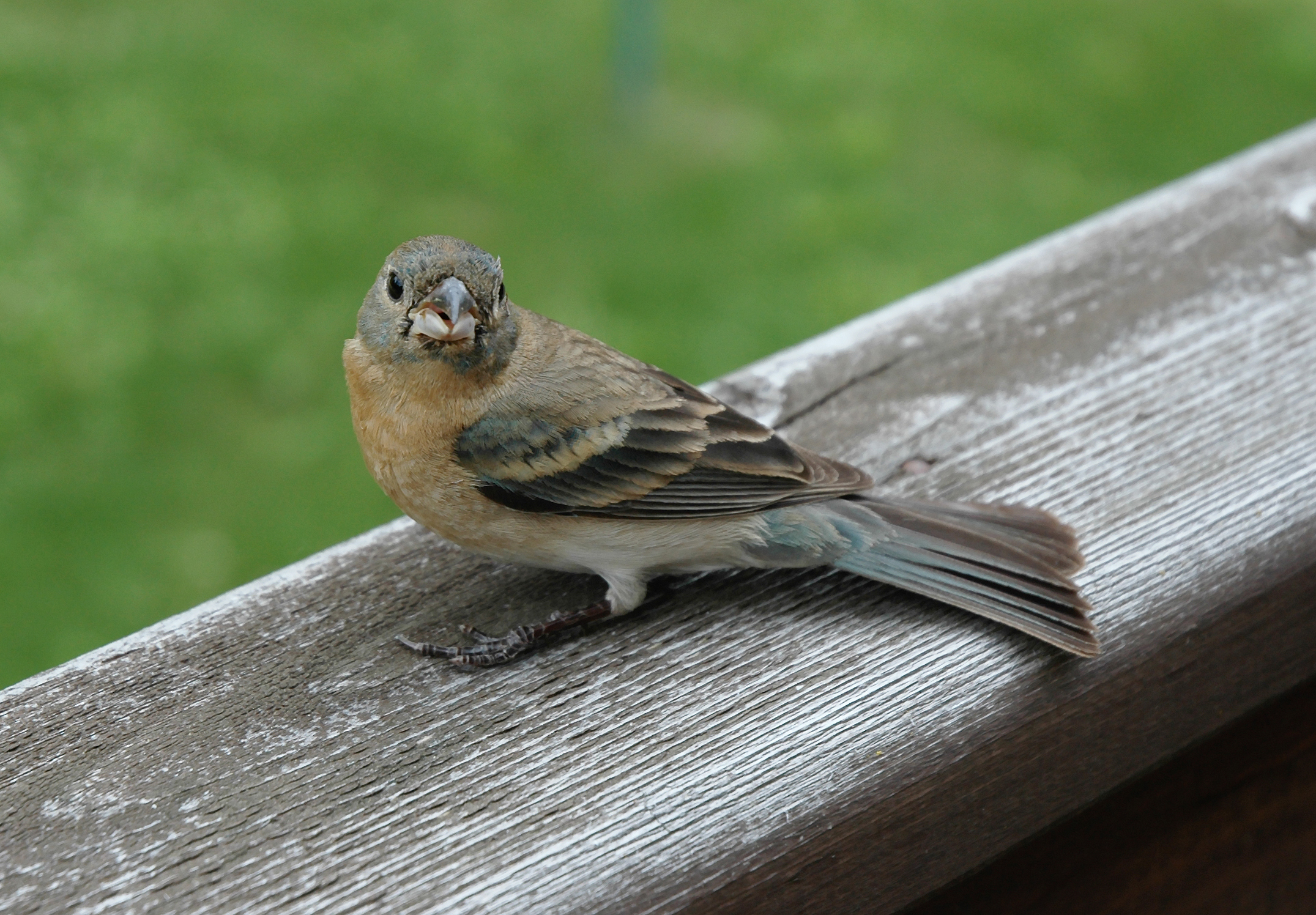
Hình 4: Cá thể màu tối, không sặc sỡ.
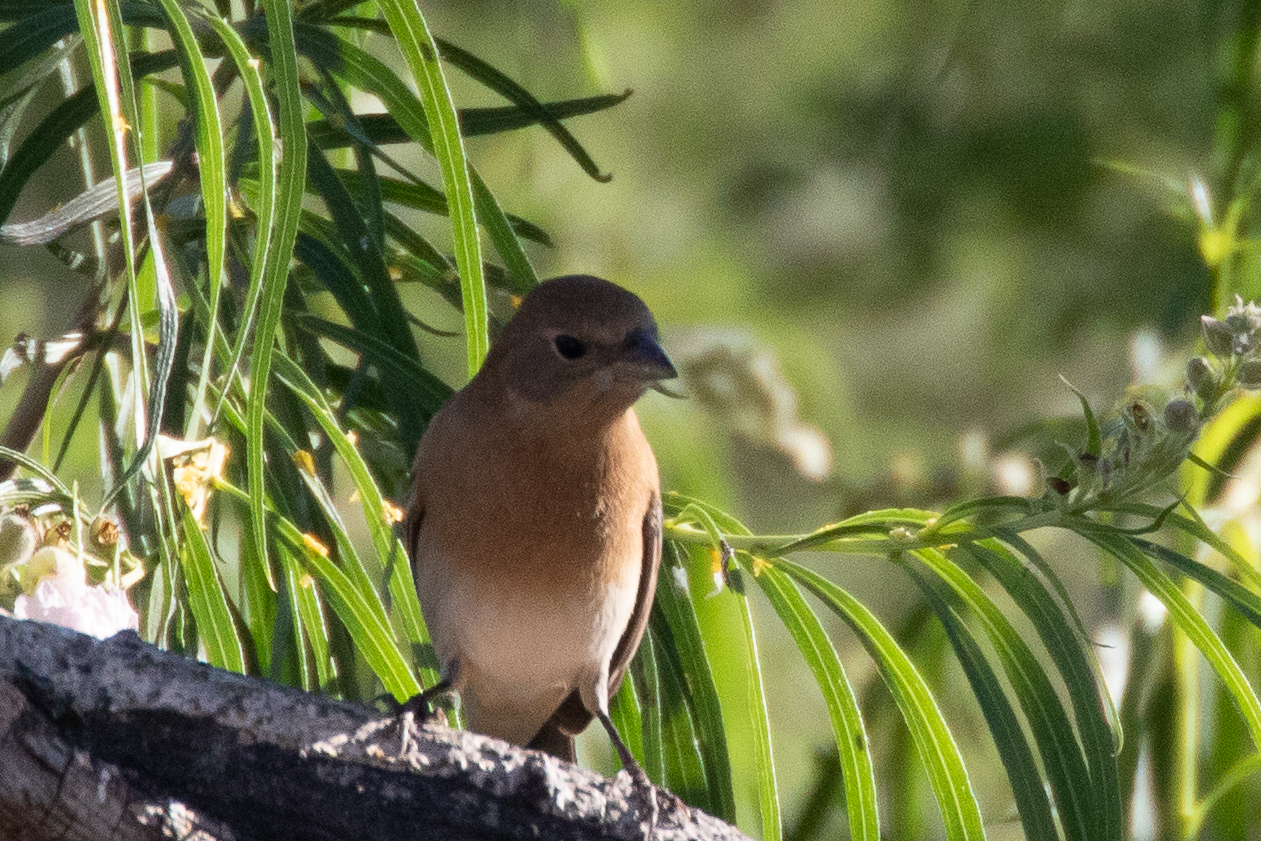
Hình 5: Cá thể có bộ lông vũ trung bình.

## Đặc điểm
- Hầu hết các tính trạng trong kiểu hình mà sinh vật biểu hiện là được mã hóa bởi DNA. Các gen này rõ ràng là chỉ có thể truyền qua sinh sản, bởi thế, các cá thể vốn đã thành công nhờ mang các gen có lợi sẽ tiếp tục gia tăng trong các thế hệ sau. Do đó, chọn lọc bao giờ cũng củng cố và tăng cường kiểu gen có lợi trong hoàn cảnh sống bị phân hoá, giúp chúng thành công hơn trong cạnh tranh, nhờ đó quần thể mới tồn tại và phát triển.
- Chọn lọc phân hoá thường xảy ra khi các yếu tố tiến hoá có sự "đột phá" diễn ra đủ lâu. Chẳng hạn như ở một quần thể bọ cánh cứng có 3 kiểu hình chính về màu sắc cơ thể: lục đậm, lục vừa và lục nhạt, nếu ở một môi trường mới với những mảng rêu xanh nhạt và cây bụi màu xanh đậm, thì rõ ràng dạng lục đậm thường ở cây bụi và dạng lục nhạt thường ở rêu đều có thể được nguỵ trang tốt hơn, do đó sống sót tốt hơn và chiếm ưu thế về sinh sản hơn so với dạng trung bình. Do đó đường cong ban đầu biến đổi thành đường cong nhiều đỉnh (hình 1 và hình 2).[12]
- Đặc điểm cơ bản của hình thức chọn lọc phân hoá là:

1. Nội dung: đào thải các cá thể có kiểu hình trung gian không thích nghi với ngoại cảnh, giữ lại các cá thể có kiểu hình cực đoan. Do đó, trị số trung bình S của tính trạng (đỉnh của đường cong trong hình 2) không chỉ giảm trị số mà còn giảm tần số.
2. Điều kiện: quá trình này thường xảy ra khi ngoại cảnh phân hoá, hoặc các yếu tố tiến hoá phân hoá quần thể (như trường hợp chọn lọc giới tính cũng gọi là chọn lọc chủng tính do Charles Darwin phát hiện từ lâu). Cũng có khi ngoại cảnh không thay đổi, nhưng quần thể chiếm lĩnh thêm các sinh cảnh khác ban đầu (như ví dụ về bọ cánh cứng nêu trên).[13]
3. Kết quả hình thái: tính trạng trung gian ngày càng hiếm, số lượng cá thể mang tính trạng cực đoan tăng lên rõ rệt.
4. Kết quả di truyền: Tần số alen trong quần thể thay đổi rõ rệt theo nhiều hướng: alen hoặc tổ hợp các alen quy định kiểu hình thích nghi sẽ tăng lên, do đó, quần thể tăng đa dạng di truyền, có điều kiện phát sinh loài mới.[5]

## Các hình thức chọn lọc tự nhiên
Trong thuyết tiến hoá hiện đại cũng như trong di truyền học quần thể ngày nay, người ta phân biệt 3 hình thức chọn lọc trong thế giới hoang dã là:
- chọn lọc định hướng (directional selection),
- chọn lọc ổn định (stabilizing selection), và
- chọn lọc phân hoá (disruptive selection)., ,  Phần dưới đây so sánh và tổng quát về 3 hình thức này.

### So sánh
1. Chọn lọc định hướng. Như trên đã giới thiệu, hình thức này dịch chuyển giá trị S (sơ đồ 1 ở hình 3), làm S chuyển về trị số cực đoan (+ hoặc -).
2. Chọn lọc ổn định củng cố trị số S, nghĩa là các cá thể có giá trị bằng hoặc xấp xỉ S ngày càng chiếm ưu thế, các cá thể mang trị số cực đoan ngày càng giảm (sơ đồ 2 ở hình 3).
3. Chọn lọc phân hoá biến đổi quần thể ban đầu thành nhiều quần thể có kiểu hình khác nhau, mang các trị số cực đoan (S1 và S2) ngược nhau (sơ đồ 3 ở hình 3).

Trong các hình thức trên, chọn lọc không "biến" tính trạng này thành tính trạng khác theo cách diễn đạt nôm na thông thường, mà là làm tăng hoặc giảm tỉ lệ số cá thể của mỗi kiểu hình trong quần thể: tần số các cá thể mang kiểu gen quy định kiểu hình thích nghi tăng và chiếm ưu thế trong quần thể; ngược lại: tần số các cá thể mang kiểu gen quy định kiểu hình không thích nghi bị giảm hẳn trong quần thể.

### Tóm tắt
| Hình thức: | Chọn lọc định hướng                                                                        | Chọn lọc ổn định                                                                        | Chọn lọc phân hoá                                                               |
| ---------- | ------------------------------------------------------------------------------------------ | --------------------------------------------------------------------------------------- | ------------------------------------------------------------------------------- |
| Nội dung   | Đào thải đặc điểm cũ, thay bằng đặc điểm thích nghi mới, tương phản làm thay đổi trị số S. | Bảo tồn tính trạng trung bình (có trị số S), đào thải giá trị cực đoan so với trị số S. | Đào thải trị số S, củng cố và tăng cường các tính trạng cực đoan xa trung bình. |
| Điều kiện  | Ngoại cảnh thay đổi theo hướng xác định (hiện tượng phổ biến)                              | Ngoại cảnh ổn định (không thay đổi đáng kể) qua nhiều thế hệ.                           | Ngoại cảnh không đồng nhất, phân hoá thành các sinh cảnh khác biệt nhau.        |
| Kết quả    | Thay kiểu hình cũ bằng kiểu hình mới thích nghi hơn                                        | Bảo tồn và tăng cường kiểu hình thích nghi vốn đã có                                    | Phân hóa quần thể ban đầu thành nhiều kiểu hình.                                |

Các đồ thị (1 - 3) ở hình 6 mô tả tổng quát sự khác nhau của ba hình thức chọn lọc này:

Hình 6: Đồ thị đường cong phân bố tần số chuẩn của 3 hình thức chọn lọc. Đường cong màu đỏ (A): phân bố ban đầu - trước chọn lọc; đường cong bao bọc vùng màu xanh (B): phân bố kiểu hình mới sau chọn lọc.

1. Sơ đồ 1 biểu diễn chọn lọc định hướng (chọn lọc vận động): Khi môi trường thay đổi có hướng (mũi tên vàng chỉ sang phải), thì trị số S (đỉnh đường cong) không chỉ tăng, mà còn "chạy" đi (sang hướng mũi tên biểu diễn áp lực của chọn lọc).
2. Sơ đồ 2 biểu diễn chọn lọc ổn định (chọn lọc kiên định): Khi môi trường vẫn duy trì như trước, thì áp lực của chọn lọc vẫn duy trì như trước, thì vị trí của trị số S (đỉnh đường cong) không đổi, nhưng giá trị S tăng: hai mũi tên vàng ngược hướng nhau "ép" vùng phân bố hẹp lại và cao lên, các kiểu hình cực đoan bị đào thải.
3. Sơ đồ 3 biểu diễn chọn lọc phân hoá: Khi môi trường phân hoá (mũi tên vàng chỉ hai hướng ngược nhau), thì kiểu hình cũ bị đào thải, các kiểu hình cực đoan được củng cố và tăng cường. Quần thể xuất hiện hai kiểu hình mới tương phản nhau, mỗi kiểu hình này thích nghi với một hoàn cảnh mới (có hai trị số mới: S1 và S2).